# Monotoma brevicollis
Monotoma brevicollis is een keversoort uit de familie kerkhofkevers (Monotomidae). De wetenschappelijke naam van de soort werd in 1837 gepubliceerd door Charles Nicolas Aubé.